# Russisch curlingteam (gemengd)
Het Russisch curlingteam vertegenwoordigt Rusland in internationale curlingwedstrijden.

## Geschiedenis
Rusland nam voor het eerst deel aan een internationaal toernooi voor gemengde landenteams tijdens de openingseditie van het Europees kampioenschap in het Andorrese Canillo. Rusland was op elke editie aanwezig. Het haalde eenmaal een bronzen medaille, in 2006.
Na de tiende editie van het EK werd beslist het toernooi te laten uitdoven en te vervangen door een nieuw gecreëerd wereldkampioenschap voor gemengde landenteams. De eerste editie vond in 2015 plaats in het Zwitserse Bern. Rusland haalde de play-offs, maar verloor de halve finale van Zweden met 5-6. In de strijd om het brons verloor het Russische team met 4-5 van China. Rusland werd wereldkampioen met het gemengd landenteam onder leiding van Aleksandr Kroesjelnitski in 2016. In de finale werd Zweden verslagen met 5-4. In 2018 haalde Rusland nogmaals het podium, een derde plaats.

## Rusland op het wereldkampioenschap
| Jaar | Plaats        | Skip                     | WG            | W             | V             | PV            | PT            |
| ---- | ------------- | ------------------------ | ------------- | ------------- | ------------- | ------------- | ------------- |
| 2015 | 4             | Aleksej Tseloesov        | 11            | 8             | 3             | 64            | 46            |
| 2016 | 1             | Aleksandr Kroesjelnitski | 10            | 10            | 0             | 74            | 29            |
| 2017 | 5             | Aleksej Stukalski        | 8             | 7             | 1             | 50            | 30            |
| 2018 | 3             | Aleksandr Jeremin        | 11            | 9             | 2             | 82            | 39            |
| 2019 | 9             | Aleksandr Jeremin        | 8             | 7             | 1             | 63            | 29            |
| 2022 | Geen deelname | Geen deelname            | Geen deelname | Geen deelname | Geen deelname | Geen deelname | Geen deelname |
| 2023 | Geen deelname | Geen deelname            | Geen deelname | Geen deelname | Geen deelname | Geen deelname | Geen deelname |
| 2024 | Geen deelname | Geen deelname            | Geen deelname | Geen deelname | Geen deelname | Geen deelname | Geen deelname |

## Rusland op het Europees kampioenschap
| Jaar | Plaats | Skip              | WG | W | V | PV | PT |
| ---- | ------ | ----------------- | -- | - | - | -- | -- |
| 2005 | 6      | Aleksandr Kirikov | 6  | 4 | 2 | 41 | 25 |
| 2006 | 3      | Aleksandr Kirikov | 11 | 9 | 2 | 64 | 26 |
| 2007 | 5      | Aleksandr Kirikov | 6  | 5 | 1 | 52 | 21 |
| 2008 | 4      | Aleksandr Kirikov | 9  | 7 | 2 | 73 | 33 |
| 2009 | 5      | Jana Nekrasova    | 8  | 6 | 2 | ?  | ?  |
| 2010 | 5      | Olga Jarkova      | 8  | 5 | 3 | ?  | ?  |
| 2011 | 11     | Aleksandr Kirikov | 8  | 4 | 4 | 56 | 37 |
| 2012 | 16     | Roman Koetoezov   | 7  | 3 | 4 | 41 | 30 |
| 2013 | 14     | Roman Koetoezov   | 7  | 3 | 4 | 31 | 30 |
| 2014 | 7      | Aleksej Tseloesov | 8  | 5 | 3 | 56 | 37 |